# Старокульшаріпово
Старокульшарі́пово (рос. Старокульшарипово) — село у складі Асекеєвського району Оренбурзької області, Росія.

## Населення
Населення — 913 осіб (2010; 995 у 2002).
Національний склад (станом на 2002 рік):
- татари — 98 %